# Murs i antic portal d'accés de Torrefeta
Murs i antic portal d'accés de Torrefeta és una obra de Torrefeta, al municipi de Torrefeta i Florejacs (Segarra), declarada bé cultural d'interès nacional.

## Descripció
El portal del carrer Major funcionava antigament com a accés al nucli del poble de Torrefeta, que antigament es trobava protegit per muralles. Aquest portal està format per un arc de mig punt adovellat a l'exterior i escarser a l'interior, en el qual encara s'aprecien els forats on anaven inserides les frontisses. L'intradós mesura en el seu punt màxim 2,5 metres. Al carrer de Sastre es conserva un altre portal, també d'arc de mig punt adovellat.